# Лорсика
Лорсика (итал. Lorsica) је насеље у Италији у округу Ђенова, региону Лигурија.
Према процени из 2011. у насељу је живело 167 становника. Насеље се налази на надморској висини од 421 м.

## Становништво
Према резултатима пописа становништва 2011. у општини је живело 519 становника.
| 1936. | 1951. | 1961. | 1971. | 1981. | 1991. | 2001. | 2011. |
| ----- | ----- | ----- | ----- | ----- | ----- | ----- | ----- |
| 1.238 | 1.108 | 974   | 898   | 721   | 563   | 504   | 519   |